# Зоряний шлях 2: Гнів Хана
«Зоряний шлях 2: Гнів Хана» (англ. Star Trek II: The Wrath of Khan) — другий повнометражний науково-фантастичний фільм, дія якого відбувається у всесвіті Star Trek.
Хан Нуньєн Сінг — генетично вдосконалений злочинець, давній ворог команди зорельота USS «Ентерпрайз». У серії «Космічне сім'я» (англ. Space Seed) Оригінального серіалу для покарання він і його поплічники були залишені капітаном Джеймсом Кірком на одній з безлюдних планет. Але через 15 років з часу тих подій Хан підступним чином звільняється з ув'язнення і жадає помсти Кірку. Саме Кірку і його екіпажу необхідно вдруге перемогти старого ворога, а попутно дізнатися про таємні експерименти Федерації з питань тераформінгу планет.
«Гнів Хана», на думку більшості шанувальників Зоряного шляху, став найкращим повнометражним фільмом із шести, знятих на основі Оригінального серіалу (англ. Star Trek: The Original Series).
Прем'єра фільму відбулася: 4 червня 1982 року. 

Бюджет фільму: 12 000 000 дол.

Касові збори в кінотеатрах США в рік показу: 40 000 000 дол.

Повні касові збори в кінотеатрах США: 79 000 000 дол.

Касові збори по всьому світу: 97 000 000 дол.

## Сюжет
2285 року підвищений у званні до адмірала Джеймс Кірк в Академії Зоряного Флоту наглядає за тестом «Кобаяші Мару» для лейтенанта Саавік. Доктор МакКой зауважує, що Кірк у поганому настрої. Той розповідає, що скучив за космічними польотами і МакКой радить повернутися до командування зорельотом.
Тим часом корабель «Релаянт» шукає планету для проведення експерименту «Генезис» із тераформінгу. Капітан Кларк Террел знаходить підходящу, але Павел Чехов виявляє на ній ознаки життя. Обоє телепортуються на поверхню, де знаходять чиєсь житло. Їх схоплюють невідомі особи, яких очолює Хан Нуньєн Сінг — злочинець-надлюдина, відправлений Кірком у вигнання 15 років тому. Хан розповідає про те, як внаслідок катаклізму клімат планети, Сеті Альфа V, змінився, прирікши його і його команду на життя у скруті. Хан винить Кірка в загибелі половини своєї команди та заражає Террела і Чехова личинками місцевих істот. Це придушує їхню волю та змушує виказати де тепер перебуває Кірк. Хану з їх допомогою вдається захопити «Релаянт». Дізнавшись про проект «Генезис», він вирушає на станцію «Ругул I», щоб захопити пристрій тераформінгу і з його допомогою помститися Кірку.
Джеймс Кірк командує відбуття зорельота «Ентерпрайз» в наступну експедицію. Дізнавшись про незаплановане прибуття «Релаянта», командувач «Регула I» Керол Маркус запитує в Кірка чи давав він дозвіл на це. «Ентерпрайз» вирушає до станції з'ясувати хто віддав наказ. Керол розповідає, що створений нею пристрій здатний майже миттєво перебудовувати матерію, перетворюючи мертві світи на придатні для життя.
«Релаянт» атакує «Ентерпрайз», позбавивши живлення. Хан вимагає Кірка здатися і передати інформацію про «Генезис». Кірк наказує дистанційно вимкнути щити «Релаянта» та зненацька обстріляти його. Хан змушений відлетіти, тоді як «Ентерпрайз» прибуває до «Ругул I». Та станція вже виявляється розорена, а більшість екіпажу вбита. Екіпаж «Ентерпрайза» знаходить на борту Чехова і Террела. Ті розповідають, що екіпаж «Релаянта» був залишений на планеті, а Керол сховала пристрій. Адмірал здогадується — «Генезис» сховано на астероїді неподалік. Хан на відстані примушує Террела шпигувати і віддає наказ застрелити Джеймса, але той пересилює контроль і застрелюється сам. Однак Хан встигає телепортувати пристрій на «Релаянт». Саавік запитує в Джеймса як той вирішив «Кобаяші Мару». Той відповідає, що зламав програму, оскільки «не вірить в безвихідні ситуації».
Кірк вислідковує Хана в туманності, котра позбавляє «Ентерпрайз» і «Релаянт» щитів. У космічному бою Хан проте не має досвіду і, засліплений жагою помсти, зазнає поразки. Смертельно поранений, він запускає «Генезис», дія котрого знищить «Ентерпрайз». Спок, порушивши наказ, входить у варп-ядро корабля і вручну відновлює його живлення, вигравши час для відльоту. Дія «Генезису» перетворює туманність на планету, придатну для життя. Опромінений варп-ядром Спок, однак, помирає. Труну з його тілом лишають на орбіті нової планети.
За якийсь час «Ентерпрайз» забирає екіпаж «Релаянта», лишений на Сеті Альфа V. Труна в цей час приземляється на новостворену планету.

## Зйомки
Після виходу кінострічки «Зоряний шлях: Фільм» (Star Trek The Motion Picture) виконавчий продюсер Джин Родденберрі написав власне продовження. У цьому сюжеті екіпаж USS «Ентерпрайз» подорожує в минуле, щоб встановити правильну часову лінію після того, як клінгони вирушили в XX століття, щоб запобігти вбивству Джона Кеннеді.
Але Paramount Pictures звільнили Джина Родденберрі, тому що «Зоряний шлях: Фільм» мав погані відгуки, та невеликі касові збори. Тому виконавчим продюсером став Гарви Беннетт. Він написав перший варіант сценарію, який Джек Совард допрацював. Режисер Ніколас Майєр завершив свій остаточний сценарій за 12 днів, його підхід повернув атмосферу оригінального серіалу, і це було підкріплено музикою Джеймса Хорнера. Беннетт зіткнувся з серйозними проблемами у розробці нового фільму у франшизі «Зоряний шлях», частково через те, що він ніколи раніше не бачив початкового серіалу. Щоб компенсувати це, Беннет подивився всі оригінальні епізоди. Оригінальний серіал переконав Беннетта у тому, що першому фільму не вистачало справжнього антагоніста; Побачивши епізод «Космічне сім'я» (Space Seed), він вирішив, що персонаж Хана Нуніньєна Сінга був ідеальним ворогом для нового фільму. Основні зйомки почалася 9 листопада 1981 року і закінчилася 29 січня 1982 року. «Зоряний шлях 2: Гнів Хана» був більш орієнтований на дію, ніж його попередник, але менш дорогий.
Проект керувався телевізійним підрозділом Paramount. Беннет зробив «Зоряний шлях 2: Гнів Хана» за 11 мільйонів доларів, що набагато менше, ніж «Зоряний шлях: Фільм» — 46 мільйонів доларів. Ніколас Майєр використовував ракурси камери і трюки, щоб заощадити на будівництві великих і дорогих декорацій. Меєр намагався надати фільмові морської атмосфери і залишатися в межах бюджету. Наприклад, USS «Ентерпрайз» було надано дзвону та більше блимаючих вогнів і вивісок. Щоб заощадити на дизайні, дизайнер Джозеф Дженнінгс використовував існуючі елементи з «Зоряний шлях: Фільм», які були залишені після закінчення зйомок.

## Касові збори і відгуки
«Зоряний шлях 2:Гнів Хана» вперше показаний 4 червня 1982 року в 1621 кінотеатрах в Сполучених Штатах. Він зібрав $ 14 мільйонів доларів в перший вік-енд. Фільм продовжував збирати кошти і в наступні тижні, загалом 78 мільйонів доларів в США, ставши шостим найкасовішим фільмом 1982 року. Він заробив  97 мільйонів доларів по всьому світу. «Зоряний шлях 2:Гнів Хана» отримав позитивні відгуки від критиків. На сайті Rotten Tomatoes фільм має рейтинг 78 %.

## Нагороди та номінації
Премія «Сатурн»: найкращий режисер (Ніколас Меєр), найкращий актор (Вільям Шатнер).
6 номінацій на премію «Сатурн»: найкращий науково-фантастичний фільм, найкращий сценарій (Джек Б. Совардс), найкращий актор другого плану (Волтер Кеніг), найкраща актриса другого плану (Керсті Еллі), найкращі костюми (Роберт Флетчер), найкращий грим (Вернер Кепплер, Джеймс Лі МакКой).,
Номінація на премію «Хьюго» за найкращу постановку.

## У ролях
- Вільям Шатнер — контр-адмірал Джеймс Тиберій Кірк
- Леонард Німой — командер Спок
- Дефорест Келлі — командер, доктор Леонард «Боунз» Маккой
- Джеймс Духан — командер, головний інженер Монтгомері «Скотті» Скотт
- Нішель Ніколс — лейтенант-командер Ухура
- Джордж Такеі — лейтенант-командер Хікару Сулу
- Волтер Кеніг — лейтенант Павел Чехов
- Бейбі Біш — доктор Керол Маркус
- Меррітт Батрік — Девід Маркус
- Пол Уінфілд — капітан Террі
- Рікардо Монталбан — Хан Нуньєн Сінг